# Josep Palau i Fabre

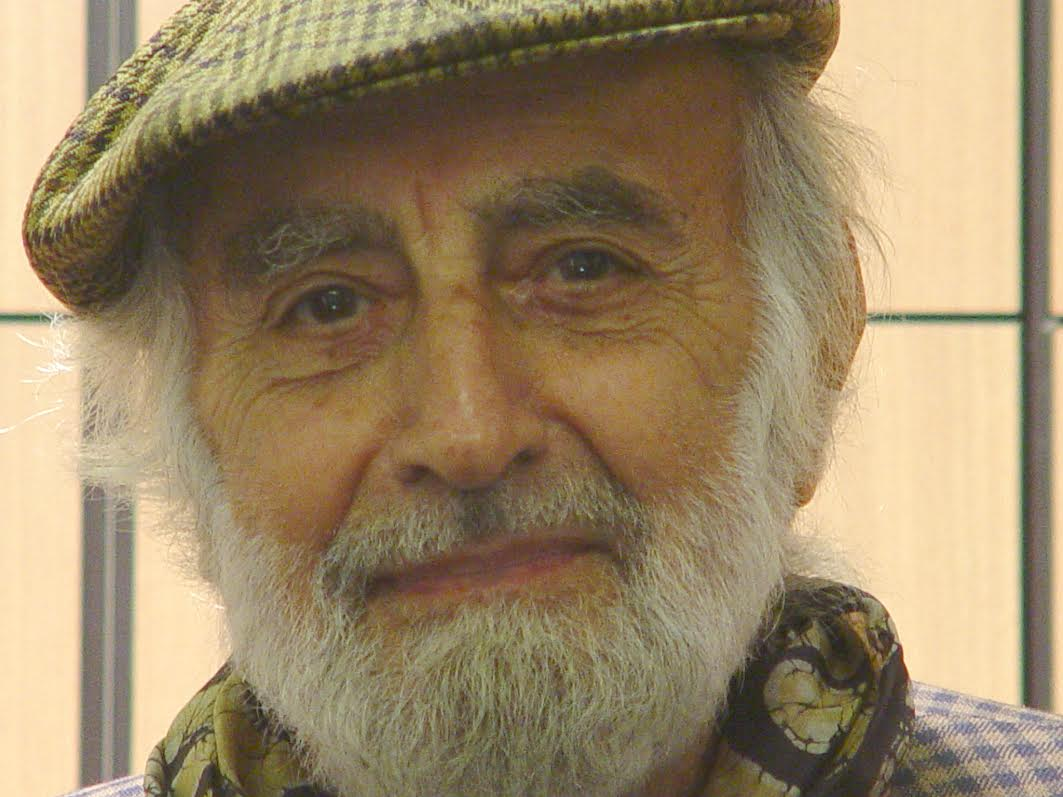
Josep Palau i Fabre

Josep Palau i Fabre (Barcelona, 21 april 1917 – aldaar, 23 februari 2008) was een schrijver, dichter en vertaler uit Catalonië (Spanje) die in het Catalaans schreef.

## Levensloop
Palau i Fabre was de zoon van Josep Palau i Oller, een schilder en decorateur. Hij studeerde letterkunde aan de universiteit van Barcelona. Eind jaren dertig begon hij zijn literaire carrière met poëzie. Gedurende de jaren 50 werkte hij als medewerker van literaire tijdschriften (Poesia en Ariel), naast zijn werk bij de uitgeverij La Sirena (die werken van onder meer Salvador Espriu uitgaf). Van 1946 tot 1961 woonde hij in Parijs.
Behalve poëzie schreef hij ook toneelstukken, korte verhalen en essays, een genre waarin vooral zijn werk over Picasso zich onderscheidde. Palau i Fabre was daarnaast een actieve vertaler, met vertalingen in het Catalaans van werken van Antonin Artaud, Arthur Rimbaud, Honoré de Balzac en de Lettres d’une religieuse portugaise ("Liefdesbrieven van een Portugese non"). Palau i Fabre's werken werden in meerdere talen vertaald.
In 2003 werd de naar hem vernoemde Palau-stichting (Fundació Palau) opgericht. De stichting beheert de kunst- en documentenverzameling die Palau i Fabre en zijn vader, Josep Palau i Oller, bijeengebracht hebben.
In 1988 kreeg hij het Creu de Sant Jordi, een van de hoogste onderscheidingen van de Catalaanse regering. In 1999 kreeg hij de Premi d'Honor de les Lletres Catalanes. In 2006 volgde de Serra d'Or voor zijn boek Obra literària completa I. Poesia, teatre i contes.

#### Poëzie
- 1942: Balades amargues
- 1943: L'aprenent del poeta
- 1945: Imitació de Rosselló-Pòrcel
- 1946: Càncer
- 1952: Poemes de l'alquimista (edities in 1977, 1979, 1991 en 2002) tweetalig: Catalaans en Spaans
- 2001: Les veus del ventríloc: poesia de teatre

#### Korte verhalen
- 1983: Contes despullats
- 1984: La tesi doctoral del diable
- 1988: Amb noms de dona
- 1991: Un Saló que camina
- 1993: L'Alfa Romeo i Julieta i altres contes
- 1993: Contes de capçalera
- 1996: Les metamorfosis d'Ovídia i altres contes

#### Theater
- 1957: Esquelet de Don Joan
- 1972: Homenatge a Picasso
- 1977: Teatre
- 1978: La tràgica història de Miquel Kolhas
- 1986: Avui Romeo i Julieta. El porter i el penalty
- 1991: L'Alfa Romeo i Julieta, i altres contes, precedit per Aparició de Faust
- 2000: La confessió o l'esca del pecat
- 2003: Teatre de Don Joan

#### Literaire kritiek en essays
- 1943: Pensaments
- 1961: La tragèdia o el llenguatge de la llibertat
- 1962: El mirall embruixat
- 1962: Vides de Picasso
- 1962: Vides de Picasso: assaig de biografia
- 1963: Picasso
- 1964: Doble assaig sobre Picasso
- 1966: Picasso a Catalunya
- 1970: Picasso per Picasso
- 1971: L'extraordinària vida de Picasso
- 1971: Picasso i els seus amics catalans
- 1976: Antonin Artaud i la revolta del teatre modern
- 1976: Quaderns de l'alquimista
- 1977: Pare Picasso
- 1979: El "Gernika" de Picasso
- 1981: El secret de les Menines de Picasso
- 1981: Picasso
- 1981: Picasso vivent, 1881-1907
- 1981: Picasso, Barcelona, Catalunya (met Montserrat Blanch, Alexandre Cirici en Isabel Coll)
- 1981: Picasso a l'abast
- 1983: Nous quaderns de l'alquimista
- 1990: Picasso cubisme, 19017-1917
- 1991: Quaderns inèdits de l'alquimista
- 1996: Lorca-Picasso
- 1996: Quaderns de vella i nova alquímia
- 1997: Quaderns de l'alquimista
- 1997: Estimat Picasso, bekroond met de Lletra d'or in 1998
- 1999: Picasso dels ballets al drama, 1917-1926
- 2004: Problemàtica de la tragèdia a Catalunya: obertura del curs acadèmic, 2003-2004